# Kåtaberget
Kåtaberget är ett naturreservat i Lycksele kommun i Västerbottens län.
Området är naturskyddat sedan 1997 och är 10 hektar stort. Reservatet består av två delar, den  norra, större delen, består av en tallskogsdominerad skog medan den södra domineras av granskog.